# Madison Kocian
Madison Taylor Kocian (Dallas, 15 giugno 1997) è un'ex ginnasta statunitense, vincitrice della medaglia d'oro con la squadra e d'argento alle parallele asimmetriche alle Olimpiadi di Rio 2016. 
Inoltre è stata campionessa mondiale alle parallele nel 2015 e vincitrice della medaglia d'oro con la squadra ai mondiali del 2014 e del 2015. 
Fino al suo ritiro si allenava alla WOGA Gymnastics, dov'era seguita da Laurent Landi e Cecile Landi. 
Dal 2016 è iscritta alla UCLA, e attualmente gareggia con la squadra universitaria.

## Carriera

### 2009-2012: Carriera Junior
Entra nell'Elite nel 2009. Ai suoi primi Campionati Nazionali arriva sesta nel concorso individuale e ottava alle parallele asimmetriche e, grazie a questi risultati, viene inserita nella squadra nazionale juniores.
Il debutto internazionale avviene ai TOP Gym, dove arriva terza nel concorso individuale, prima al volteggio e seconda alla trave. L'anno seguente arriva terza alle parallele, quinta nel concorso individuale e al volteggio ai CoverGirl Classic. Ai Nazionali conferma la quinta posizione nell'all-around e il terzo posto sugli staggi. Arriva sesta al volteggio e al corpo libero.
Nel 2011 Madison compete al Trofeo Città di Jesolo. Vince l'oro con la squadra e l'argento nel concorso individuale. Termina il suo ultimo anno da junior con un infortunio.

### 2013: Carriera Senior
La prima competizione da senior sono gli American Classic, dove vince il concorso individuale e le finali al volteggio e alle parallele. Inoltre arriva seconda alla trave e al corpo libero. Compete poi agli U.S. Classic: arriva settima nel concorso individuale e arriva seconda alle parallele. Questi risultati le permettono di qualificarsi per i P&G Championships.
Ai Nazionali, dopo due rotazioni, la Kocian è prima nell'all-around ma si infortuna durante l'esercizio al corpo libero ed è costretta a terminare la gara. Viene comunque inserita nella squadra nazionale senior. La sua prima competizione dopo l'infortunio sono i WOGA Classic, dove vince l'oro con la squadra e alle parallele e l'argento alla trave.

### 2014: Campionati Nazionali, Giochi Panamericani, Campionati Mondiali di Nanning
Torna a competere ai WOGA Classic, dove vince l'oro con la squadra e alle parallele asimmetriche, l'argento alla trave. Non compete al corpo libero e al volteggio. A marzo viene inserita nel gruppo misto (composto da Rachel Gowey, Alessia Leolini, Ștefania Stănilă, Andreea Munteanu e Silvia Zarzu) che partecipa al Trofeo Città di Jesolo. Vince l'oro alle parallele, superando la connazionale Kyla Ross.
A fine agosto compete agli U.S. Classic. A causa di un lieve infortunio alla caviglia durante l'esercizio a trave, termina la gara dopo due rotazioni. Ottiene il secondo punteggio più alto alle parallele. Ai P&G Championships compete solo alle parallele e alla trave, dove arriva rispettivamente seconda e quinta. Grazie a questi risultati viene inserita tra le partecipanti ai Giochi panamericani. Qui vince l'oro con la squadra e l'argento alle parallele asimmetriche, dietro ad Ashton Locklear. Arriva quarta alla trave.
Viene scelta per partecipare ai Campionati Mondiali di Nanning, in Cina. Durante la prima giornata di gara, commette un errore nel suo miglior attrezzo e non riesce a centrare la finale. Durante la finale a squadre, però, esegue un buon esercizio e vince la medaglia d'oro con gli Stati Uniti.

### 2015: U.S. Classic; Campionessa nazionale, Campionati del Mondo di Glasgow
Nel mese di luglio compete agli U.S. Classic di Chicago. Vince la medaglia d'oro alle parallele asimmetriche con il punteggio di 15.600. Partecipa ai campionati nazionali di Indianapolis, dove vince la medaglia d'oro alle parallele asimmetriche. Si conferma nella squadra nazionale statunitense.
Scelta per rappresentare gli USA ai Campionati del mondo di Glasgow, nella prima giornata di gara contribuisce a far qualificare la squadra al primo posto per la finale a squadre. Gli USA ottengono il pass diretto per le Olimpiadi di Rio. Individualmente, la Kocian si qualifica per la finale alle parallele in terza posizione, dietro alle russe Viktorija Komova e Darja Spiridonova. Il 27 ottobre compete alle parallele nella finale a squadre, contribuendo così all'oro degli Stati Uniti. Nella finale di specialità, vince la medaglia d'oro alle parallele pari merito con le russe Spiridonova e Komova e la cinese Fan Yilin.

### 2016: U.S. Classic; Campionati Nazionali; Olympic Trials; Olimpiadi di Rio de Janeiro
La Kocian inizia la stagione vincendo la medaglia d'oro alla trave e alle parallele ai WOGA Classic nel mese di Febbraio. A Giugno, compete agli U.S. Classic, vincendo l'argento alle parallele e classificandosi quindicesima alla trave dopo una caduta. Ai Campionati Nazionali, vince la medaglia d'argento alle parallele e si classifica quinta nel concorso generale, sesta al corpo libero e settima alla trave. 
Viene ammessa agli Olympic Trials, dove si classifica prima alle parallele asimmetriche, ottava nel concorso generale, nona alla trave e al corpo libero. Viene scelta per far parte della squadra olimpica.
Si iscrive successivamente alla UCLA.
Alle Olimpiadi di Rio, le americane gareggiano nella quarta suddivisione nelle qualificazioni, iniziando dal corpo libero. La Kocian gareggia bene e aiuta le Americane a qualificarsi prime alle finali a squadra. Si qualifica anche con il miglior punteggio per la finale alle parallele. 
Nella finale a squadre gareggia solo alle parallele, aiutando la squadra a vincere la medaglia d'oro. 
Nella finale alle parallele, vince la medaglia d'argento, per soli 67 millesimi dietro alla campionessa  olimpica in carica Aliya Mustafina.
Nel periodo invernale, inizia la sua carriera alla UCLA.